# Albrecht-Dürer-Schwein

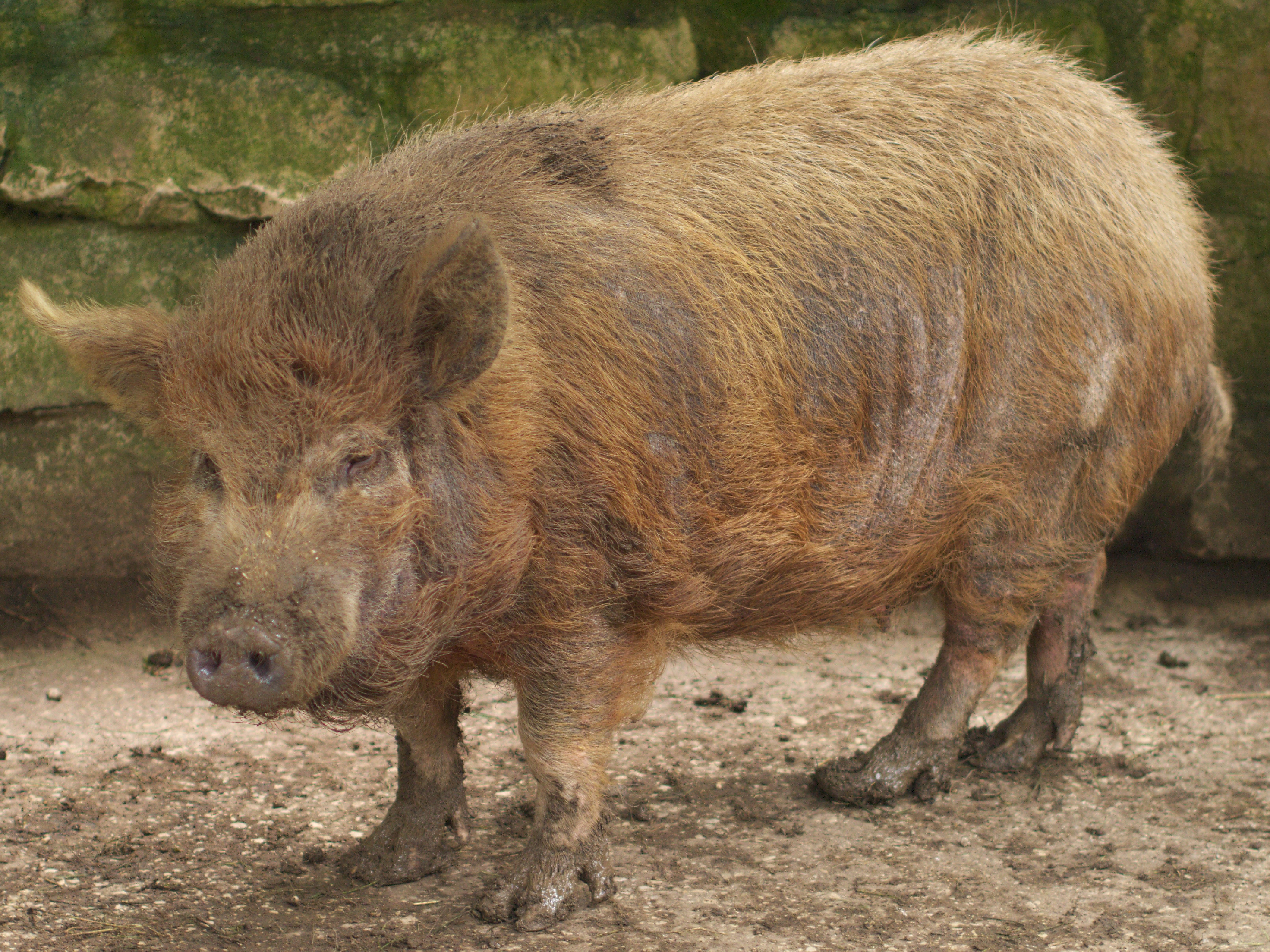
Albrecht-Dürer-Schwein im Wildpark Hundshaupten

Das Albrecht-Dürer-Schwein ist eine Rückzüchtung des mittelalterlichen Hausschweins. Die Rückzüchtung basiert auf Arbeiten des deutschen Künstlers Albrecht Dürer.

## Geschichte

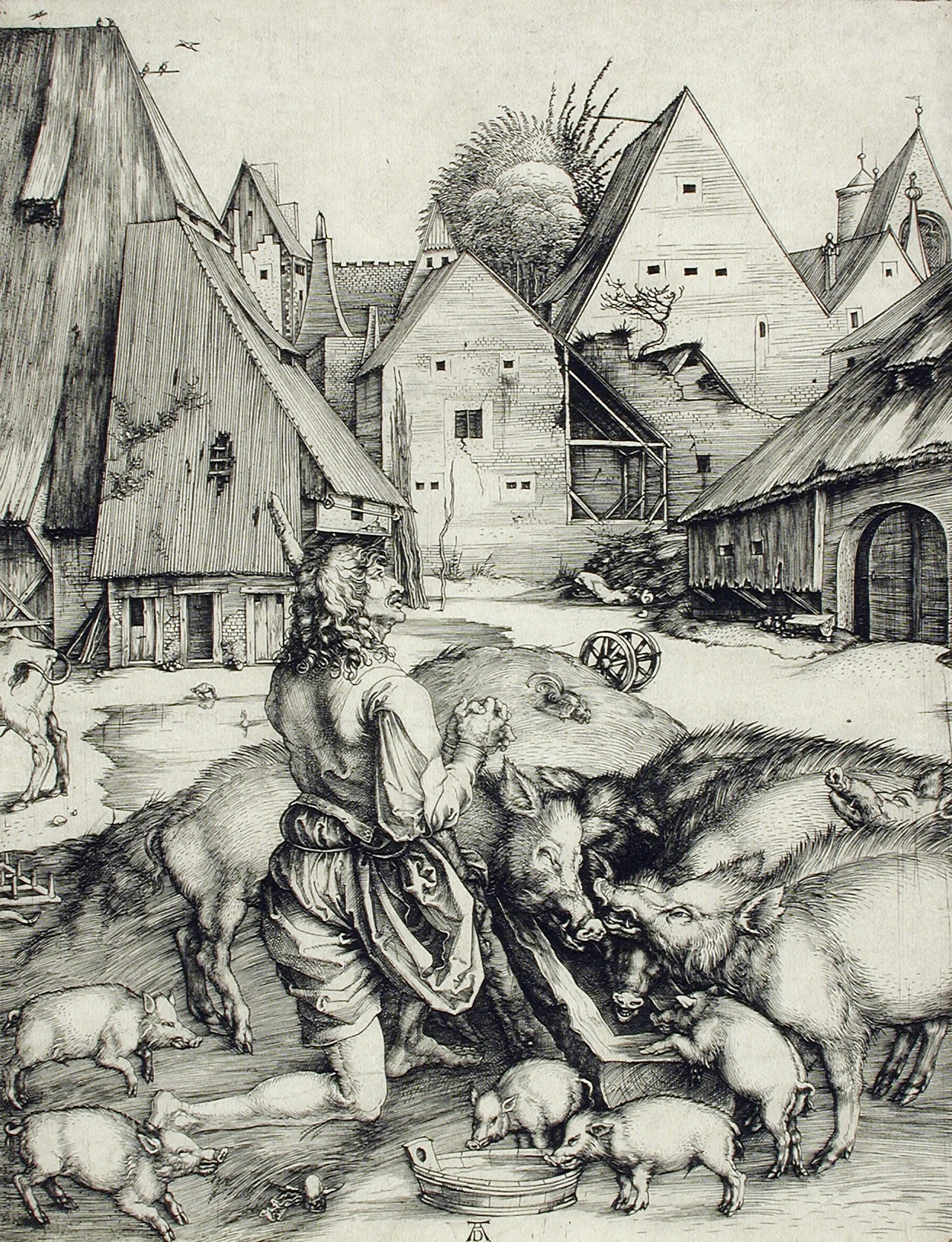
Albrecht Dürer – Der verlorene Sohn (um 1496)

Durch fortwährende Züchtungen war das Hausschwein, wie es im Mittelalter gehalten wurde, ausgestorben. Die Kenntnis über das Aussehen der Schweine von damals
ist dem Künstler Albrecht Dürer zu verdanken, der sie in mehreren Werken wirklichkeitsgetreu abgebildet hat. Basierend auf diesen Werken konnte das mittelalterliche
Hausschwein aus Blindschweinen zurückgezüchtet werden.

## Heutige Verwendung
Heute wird das Albrecht-Dürer-Schwein nur mehr in Tierparks und Wildgehegen gehalten, um eine plastische Vorstellung der Hausschweine um 1500 zu geben. Exemplare sind unter anderem im Wildpark Hundshaupten und Fränkischen Freilandmuseum Bad Windsheim zu sehen.